# Roter Libanese
Roter Libanese ist die Bezeichnung für eine bestimmte Art von Haschisch aus dem Libanon. Es handelt sich dabei nicht um eine Sortenbezeichnung im engeren Sinn: Viele einschlägige Publikationen gehen davon aus, dass die Wortschöpfung „Roter Libanese“ – unabhängig von Herstellungsweise oder Verarbeitung – lediglich das Herkunftsland Libanon sowie die rötlich-braune Farbe der Droge beschreibt, analog zu Bezeichnungen wie „Schwarzer Afghane“, „Grüner Türke“ oder „Schwarzer Nepalese“. Andere Interpretationen machen die rote Erde im libanesischen Bekaa-Tal für den Namen „Roter Libanese“ verantwortlich. Spezifischer wird der Rote Libanese als Haschisch aus dem Libanon-Gebirge beschrieben, der für gewöhnlich in flachgepressten Leinenbeuteln verpackt wird und sich durch einen hohen Harzgehalt auszeichnet.

## Geschichte
Der Hanfanbau im Libanon hat angeblich eine lange Tradition. Der Grundstein für den Ruf und die Beliebtheit des Roten Libanesen wurde in den sechziger Jahren gelegt. Berühmtheiten wie Alain Delon und Romy Schneider sollen bei ihren Libanon-Aufenthalten lokale Cannabis-Produkte konsumiert haben. Ein Jahrzehnt später lief die Produktion libanesischen Haschischs im großen Stil an: In den Jahren des libanesischen Bürgerkriegs zwischen 1975 und 1990 erreichte der Export einen Höhepunkt. Während dieser Zeit lebte mehr als die Hälfte der Bevölkerung direkt oder indirekt vom Drogengeschäft: der Rote Libanese galt bis zu Beginn der neunziger Jahre als der Exportschlager schlechthin. So sollen etwa im Jahr 1990 rund 700 Tonnen Roter Libanese aus dem Libanon exportiert worden sein, im Jahr 1991 wurde im Libanon auf etwa 15.000 Hektar Cannabis angebaut.
Im Jahr 1993 verminderte sich jedoch die Produktion und der Export des Roten Libanesen abrupt, weil Truppen aus Syrien, die den Libanon damals militärisch kontrollierten, nahezu alle Anbaugebiete systematisch vernichteten – die Syrer entsprachen damit einem Wunsch der USA. Hunderte Bauern haben dadurch ihre berufliche Existenz verloren. Nur noch im äußersten Norden des Landes und in abgelegenen Gebieten des hohen Libanongebirges wurde weiterhin der Rote Libanese angebaut. Eine eigens angereiste UN-Delegation stellte im Juni 1994 bei einem Besuch im Libanon fest: „Es gibt keinen Drogenanbau mehr in der Bekaa-Ebene.“
Erst im Jahr 2001 begannen libanesische Bauern wieder verstärkt damit, Roten Libanesen herzustellen und zu exportieren. Im Jahr 2007 soll es eine Rekordernte gegeben haben.
In der Bekaa-Ebene im West-Libanon, dem traditionellen Anbaugebiet des Roten Libanesen, soll es im Jahr 2007 zudem zu einem Aufstand der Bauern gegen die Polizei gekommen sein – Polizisten hätten versucht, angelegte Hanffelder niederzubrennen, was die Bauern mit Waffengewalt verhindert haben sollen. Die Hisbollah, die zu dieser Zeit weite Teile des Bekaa-Tals kontrollierte, sah die Produktion von Haschisch zwar nicht gerne, tolerierte den Geschäftszweig aber. Bereits im Jahr 2008 sind im Libanon offiziellen Schätzungen zufolge wieder zwischen 7000 und 7500 Hektar Land mit Hanf bepflanzt worden.

## Trivia
- Der Rote Libanese war im Jahr 1977 verstärkt in den Medien präsent, als Drogenfahnder 1.800 Kilogramm davon in der Villa von Christina von Opel in Saint-Tropez beschlagnahmten.[9]
- Ein Autor namens Leo P. Ard veröffentlichte 1984 einen Kriminalroman mit dem Titel „Roter Libanese“.
- Die Bezeichnung Roter Libanese findet sich in zahlreichen populärkulturellen Werken, wie etwa On the Road von Jack Kerouac, Die Glücklichen von Peter Paul Zahl, Du Schwoaza Afghane von Wolfgang Ambros ("Du rot's Libaneserl"), oder im Text Mei Vadda hot an Marihuana-Bam von Hans Söllner.